# Philippe Schnyder
Pour les articles homonymes, voir Schnyder.
Philippe Schnyder (né le 17 mars 1978 à Rapperswil, dans le canton de Saint-Gall, en Suisse) est un coureur cycliste suisse. Il est passé professionnel en l'an 2000.

## Palmarès
- 2002
  - Grand Prix Osterhas
- 2003
  - Duo normand (avec Jean Nuttli)
- 2004
  - 2e du Tour du Sénégal
- 2005
  -  Champion de Suisse de course de côte

## Résultats sur les grands tours

### Tour d'Italie
2 participations 
- 2004 : 129e
- 2005 : 149e